# 29 رجب
- السبت
- الأحد
- الاثنين
- الثلاثاء
- الأربعاء
- الخميس
- الجمعة

- 2728 ديسمبر 2024
- 2829 ديسمبر 2024
- 2930 ديسمبر 2024
- 3031 ديسمبر 2024
- 11 يناير 2025
- 22 يناير 2025
- 33 يناير 2025
- 44 يناير 2025
- 55 يناير 2025
- 66 يناير 2025
- 77 يناير 2025
- 88 يناير 2025
- 99 يناير 2025
- 1010 يناير 2025
- 1111 يناير 2025
- 1212 يناير 2025
- 1313 يناير 2025
- 1414 يناير 2025
- 1515 يناير 2025
- 1616 يناير 2025
- 1717 يناير 2025
- 1818 يناير 2025
- 1919 يناير 2025
- 2020 يناير 2025
- 2121 يناير 2025
- 2222 يناير 2025
- 2323 يناير 2025
- 2424 يناير 2025
- 2525 يناير 2025
- 2626 يناير 2025
- 2727 يناير 2025
- 2828 يناير 2025
- 2929 يناير 2025
- 3030 يناير 2025
- 131 يناير 2025

29 رجب أو 29 رجب الفرد أو 29 رجب المُرجَّب أو يوم 29 \ 7 (اليوم التاسع والعشرون من الشهر السابع) هو اليوم السادس بعد المائتين (206) من أيَّام السنة (أو السابع بعد المائتين لو كان شهر جمادى الآخرة مُتممًا لليوم الثلاثين أو الثامن بعد المائتين لو أتم كلاً من صفر وربيع الآخر وجمادى الآخرة ثلاثين يوماً) وفق التقويم الهجري القمري (العربي). يبقى بعده 148 أو 149 يومًا لانتهاء السنة.

## أحداث
- 690هـ - فتح المسلمون مدينة بيروت التي كانت في قبضة الصليبيين.
- 848هـ - قوات الدولة العثمانية بقيادة السلطان مراد الثاني تتغلب على قوات الملك الصليبي فلاديسلاوس الثالث في معركة فارنا، وأدت المعركة إلى مقتل فلاديسلاوس.
- 1248هـ - انتصار الجيش المصري بقيادة إبراهيم باشا على الجيش العثماني في موقعة قونية.
- 1362هـ - بدء المباحثات التي دعى إليها رئيس وزراء مصر مصطفى النحاس مع عدد من الدول العربية المستقلة لبحث الصيغة المناسبة لتحقيق الوحدة العربية، وتمخض عن ذلك في وقت آخر تأسيس جامعة الدول العربية.
- 1391هـ - سلطنة عمان تنضم لجامعة الدول العربية.
- 1408هـ - القوات العراقية تقصف بلدة حلبجة الكردية العراقية بالأسلحة الكيماوية إبان الحرب العراقية – الإيرانية، مما أدى إلى مقتل حوالي 5 آلاف شخص، وإصابة 10 آلاف آخرين.
- 1411هـ - قصف ملجأ العامرية في بغداد مما أدى إلى مقتل 408 شخص.
- 1416هـ -
  - مدينة بيت لحم تنتقل من السيطرة الإسرائيلية إلى الفلسطينيين.
  - تصادم قطارين عند البدرشين في مصر يؤدي إلى مقتل 75 وإصابة المئات.
- 1424هـ - اغتيال عضو مجلس الحكم العراقي عقيلة الهاشمي بإطلاق نار على موكبها.
- 1433هـ - ملك السعودية عبد الله بن عبد العزيز آل سعود يعين الأمير سلمان بن عبد العزيز آل سعود وليًا للعهد ونائبًا أول لرئيس الوزراء، ويعين الأمير أحمد بن عبد العزيز آل سعود وزيرًا للداخلية ليخلفا الأمير نايف بن عبد العزيز بمناصبه.
- 1435هـ - استمرار الاقتراع في الانتخابات الرئاسية المصرية لليوم الثالث علي التوالي بعد قرار اللجنة المشرفة مد التصويت يوما إضافيا وسط اعتراض رسمي من كلا المرشَّحَين عبد الفتاح السيسي وحمدين صباحي.
- 1436هـ -
  - بدء أعمال مؤتمر الرياض للحوار بين الأطراف السياسية اليمنية، برئاسة الرئيس اليمني عبد ربه منصور هادي.
  - سُقوط مدينة الرمادي مركز مُحافظة الأنبار بالعراق بيد تنظيم داعش.
- 1439هـ - القُوَّات الجويَّة الأمريكيَّة والبريطانيَّة والفرنسيَّة تقصفُ عدَّة مواقع تابعة لِلنظام السوري ردًا على هجوم دوما الكيماوي، دون وقوع خسائر بشريَّة.
- 1440هـ - تجدد القتال بين الجيش الوطني الليبي وحكومة الوفاق الوطني الليبية للسيطرة على طرابلس العاصمة.
- 1445هـ - منتخب قطر لكرة القدم يتوج بلقب كأس آسيا 2023 بعد فوزه في النهائي على نظيره الأردني بنتيجة 3-1.
- 1446هـ - تعيين أحمد الشرع رئيسًا للجمهورية العربية السورية في الفترة الانتقالية، وإعلان حل دستور سنة 2012 ومجلس الشعب وجميع الأجهزة الأمنية التابعة لنظام الأسد وحزب البعث العربي الاشتراكي وجميع الفصائل العسكرية التابعة للمعارضة السورية.

## مواليد
- 1341هـ - فهد بن عبد العزيز آل سعود، خامس ملوك السعودية.
- 1348هـ - فاطمة بديوي، شاعرة وكاتبة مسرحية سورية.
- 1349هـ - جمال قعوار، شاعر فلسطيني.
- 1360هـ - مظهر أبو النجا، ممثل مصري.
- 1369هـ - ثراء دبسي، ممثلة سورية.
- 1372هـ - أحلام مستغانمي، كاتبة وأديبة جزائرية.

## وفيات
- 521هـ - كافور الصوري، محدّث مصري.
- 1355هـ - فخري كمونة، ثوري عراقي.
- 1387هـ - جمال الدين الشيال، مُؤرِّخ وأكاديمي مصري.
- 1402هـ - جودت صوناي، رئيس تركيا.
- 1417هـ - كرم مطاوع، ممثل ومخرج مصري.
- 1424هـ - عقيلة الهاشمي، سياسية عراقية.
- 1431هـ - أحمد العسال، داعية إسلامي مصري.
- 1437هـ - راضي مهدي السعيد، شاعر عراقي.

## وصلات خارجية
- موقع قصة الإسلام: حدث في شهر رجب.